# 조이스 크레이그
조이스 크레이그(Joyce Craig, 1967년 3월 30일 ~ )는 미국의 정치인이다.

## 학력
- 뉴햄프셔 대학교 학사

## 경력
- 2011.01 ~ 2017.01 맨체스터 시의회 의원
- 2018.01 ~ 2024.01 제56대 맨체스터 시장

## 역대 선거 결과
| 선거명      | 직책명                      | 대수 | 정당   | 득표율  | 득표수    | 결과 | 당락                 |
| ----------- | --------------------------- | ---- | ------ | ------- | --------- | ---- | -------------------- |
| 2009년 선거 | 시의원 (맨체스터 제1선거구) | -대  | 무소속 | 73.37%  | 1,904표   | 1위  | 맨체스터 시의원 당선 |
| 2011년 선거 | 시의원 (맨체스터 제1선거구) | -대  | 무소속 | 100.00% | 1,571표   | 1위  | 맨체스터 시의원 당선 |
| 2013년 선거 | 시의원 (맨체스터 제1선거구) | -대  | 무소속 | 78.26%  | 1,731표   | 1위  | 맨체스터 시의원 당선 |
| 2015년 선거 | 맨체스터 시장               | 55대 | 무소속 | 49.67%  | 9,961표   | 2위  | 낙선                 |
| 2017년 선거 | 맨체스터 시장               | 56대 | 무소속 | 53.21%  | 12,068표  | 1위  | 맨체스터 시장 당선   |
| 2019년 선거 | 맨체스터 시장               | 56대 | 무소속 | 56.57%  | 11,051표  | 1위  | 맨체스터 시장 당선   |
| 2021년 선거 | 맨체스터 시장               | 56대 | 무소속 | 52.84%  | 10,247표  | 1위  | 맨체스터 시장 당선   |
| 2024년 선거 | 뉴햄프셔 주지사             | 83대 | 민주당 | 44.27%  | 360,062표 | 2위  | 낙선                 |